# لنز زوم

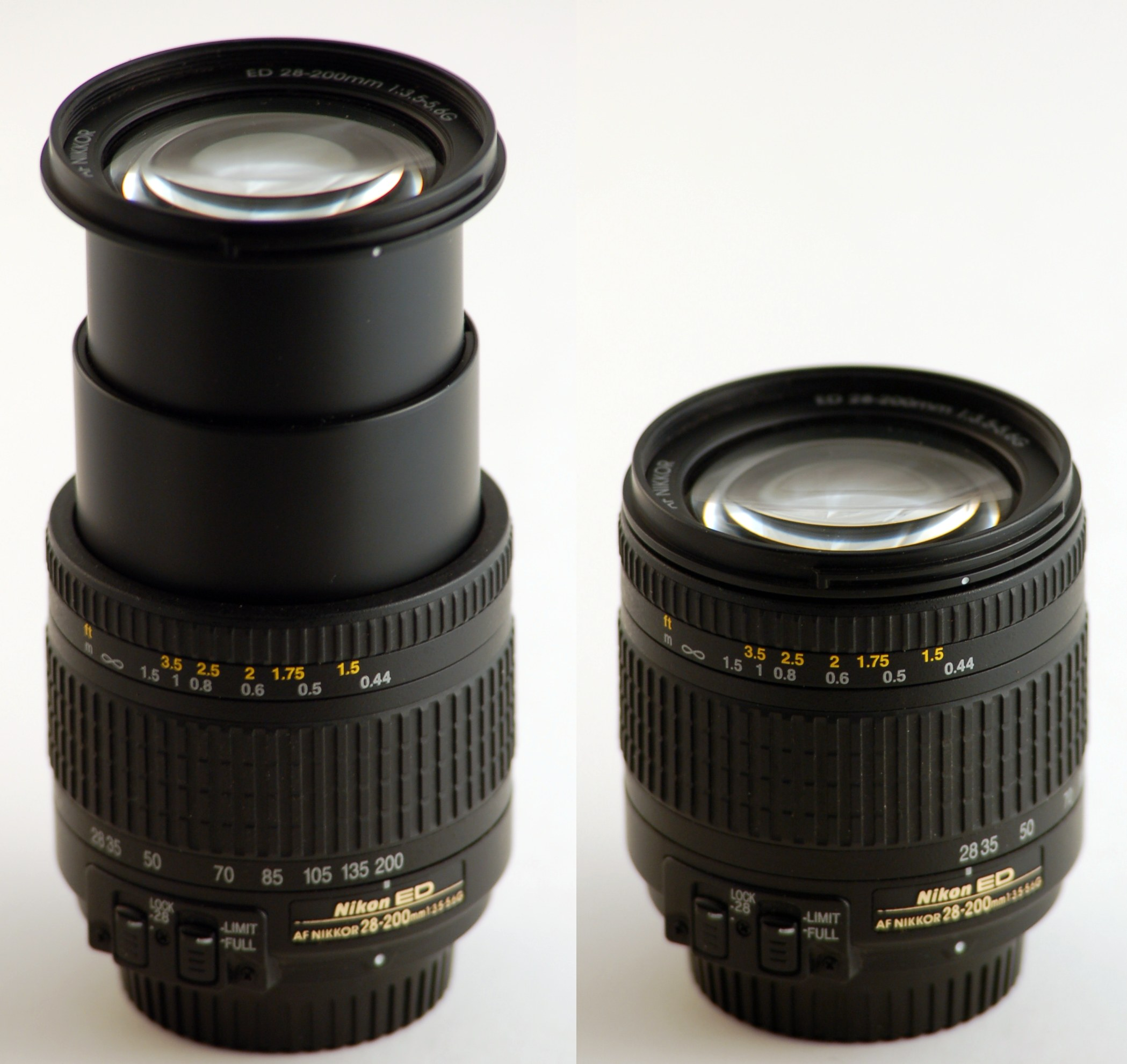
یک لنز ۲۸–۲۰۰ میلی‌متر. افزایش یافته به ۲۰۰ میلی‌متر (سمت چپ) کاهش یافته به ۲۸ میلی‌متر (سمت راست)

نحوهٔ کارکرد یک لنز زوم ساده

لنز زوم به لنزهایی گفته می‌شود که برخلاف لنزهای ثابت دارای فاصله کانونی متغیر باشند. به عنوان مثال از ۲۴ تا ۱۲۰ میلی‌متر یا ۸۰ تا ۲۰۰ میلی‌متر. تنظیم مقدار زوم لنز از طریق حلقه‌ای که بر روی استوانهٔ لنز قرار دارد انجام می‌شود که با چرخاندن آن فاصلهٔ کانونی لنز هم تغییر می‌کند. هرچه فاصله کانونی لنز کمتر باشد، لنز زاویه دید بازتری دارد و برای عکاسی از مناظر یا عکاسی معماری مناسب است و هرچقدر فاصله کانونی بیش‌تر باشد زاویه دید کوتاه‌تر خواهد بود و جهت عکسبرداری از سوژه‌های دور مورد استفاده قرار می‌گیرد.
این لنزها بگونه‌ای ساخته شده‌اند که هنگام استفاده، کاربر قابلیت تغییر فاصله کانونی در محدوده طراحی شده را دارد. به‌شکلی که در مواردی محدوده‌ای از لنز زاویه باز تا لنز زاویه بسته را پوشش می‌دهد. به عنوان مثال لنز ۲۸–۳۰۰ با f3.5-5.6، تنوع این لنزها بیشتر در دوربین قطع کوچک می‌باشد و در دوربین قطع متوسط بسیار کمتر است.
مشکلی که استفاده‌کنندگان این گونه لنزها با آن روبرو بودند افت کیفیتی بود که به علت تعدد عدسی‌های بکار رفته ایجاد می‌شد. همچنین امکان داشتن دیافراگم‌های باز در این لنزها نبود؛ ولی امروزه با پیشرفت علم و تکنولوژی مشکل افت کیفیت تا حد زیادی حل شده است. همچنین امروزه لنزهای با محدوده فاصله کانونی نسبتاً زیادی با دیافراگم‌های باز ساخته شده است. مانند لنز ۲۴–۷۰ یا f2.8، یا لنز ۷۰–۲۰۰ با f2.8

## مزایا
با توجه به اینکه اغلب تعویض لنز در دوربین قطع کوچک باعث نشستن گرد و خاک بر روی حسگر (سنسور) می‌شود و تمیز کردن حسگر در این دوربین‌ها مشکل می‌باشد. استفاده از اینگونه لنزها باعث بی‌نیاز شدن به تعویض لنز می‌شود.
هنگامی که سرعت عمل در عکاسی مطرح و اهمیت داشته باشد. استفاده از این لنزها باعث سرعت عمل و جلوگیری از اتلاف زمان هنگام تعویض لنز می‌شود.
در زمان‌هایی که محدودیت همراه داشتن چند لنز باشد. داشتن یک لنز با فاصله کانونی متغیر راهگشا می‌باشد.